# Dibróm-fluormetán
A dibróm-fluormetán a metán halogénezett származéka, képlete CHBr2F. Alkoholban, acetonban, benzolban és kloroformban oldódik.
Felhasználható bróm-fluormetán reduktív brómtalanítással történő előállítására, ehhez a reakcióhoz ónorganikus vegyületet, például tributil-ónhidridet használnak.
Ózonlebontó potenciálja 1,0, az ózonlebontó anyagok I. osztályába tartozik.

## Fordítás
Ez a szócikk részben vagy egészben a Dibromofluoromethane című angol Wikipédia-szócikk ezen változatának fordításán alapul.  Az eredeti cikk szerkesztőit annak laptörténete sorolja fel. Ez a jelzés csupán a megfogalmazás eredetét és a szerzői jogokat jelzi, nem szolgál a cikkben szereplő információk forrásmegjelöléseként.